# 呂熙
呂熙（Calvin Lui，1982年2月23日—），香港藝人，於2008年參選香港先生後加入演藝圈。他畢業於大埔官立小學以及恩主教書院。
2008年參加香港先生並入最後3強，獲得香港小姐眼中最具型格創意
、最具紳士風度及最電力迫人獎項，港姐亦一致認為他是翻版張敬軒，後修讀無綫電視第23期藝員訓練班。2012年轉投香港電視網絡成為旗下藝人至2015年約滿。2014年因在劇集《警界線》飾演重案組警員陳駿泰（泰臣）一角，戲份甚重，為廣大觀眾熟識。同年參加內地廣東衛視節目《中國好男兒》競選，獲得總排名第3名的好成績。

## 演出

### 電視劇（無綫電視）
| 首播   | 劇名             | 角色                     |
| 2009年 | 公主嫁到         |                          |
| 2009年 | 女人最痛         |                          |
| 2009年 | 談情說案         |                          |
| 2009年 | ID精英           |                          |
| 2009年 | 女王辦公室       |                          |
| 2009年 | 鐵馬尋橋         |                          |
| 2009年 | 老公萬歲         |                          |
| 2009年 | 烈火雄心3        |                          |
| 2009年 | 珠光寶氣         |                          |
| 2009年 | 絕代商驕         |                          |
| 2009年 | 巴不得爸爸       |                          |
| 2009年 | 翻叮一族         |                          |
| 2010年 | 情越雙白線       |                          |
| 2010年 | 依家有喜         |                          |
| 2010年 | 誰家灶頭無煙火   |                          |
| 2010年 | 囧探查過界       |                          |
| 2010年 | 刑警             |                          |
| 2010年 | 搜下留情         |                          |
| 2010年 | 讀心神探         |                          |
| 2011年 | 我的如意狼君     |                          |
| 2011年 | 法證先鋒III      | 胡世恒（恒仔、阿哥）     |
| 2011年 | 紫禁驚雷         |                          |
| 2011年 | 潛行狙擊         |                          |
| 2011年 | 怒火街頭         |                          |
| 2011年 | 點解阿Sir係阿Sir |                          |
| 2011年 | 你們我們他們     |                          |
| 2011年 | Only You 只有您  |                          |
| 2011年 | 洪武三十二       |                          |
| 2012年 | On Call 36小時   | 方杰(心胸肺外科專科醫生) |
| 2012年 | 怒火街頭2        | 事務律師（第9-10集）     |
| 2012年 | 飛虎             | 安                       |
| 2012年 | 雷霆掃毒         |                          |
| 2012年 | 缺宅男女         |                          |
| 2012年 | 拳王             |                          |
| 2012年 | 當旺爸爸         |                          |
| 2012年 | 東西宮略         |                          |
| 2013年 | 女警愛作戰       | 王家陽(響報記者)         |
| 2017年 | 使徒行者2        | 公 子                    |

### 電視劇（香港電視網絡）
| 首播   | 劇名         | 角色            |
| 2014年 | 警界線       | 陳駿泰（泰臣）  |
| 2014年 | 選戰         | Henry           |
| 2015年 | 大眾情性     | Daniel          |
| 2015年 | 歲月樓情     | 譚冠雄（青年）  |
| 2015年 | 惡毒老人同盟 | 毛子滔（青年）  |
| 2015年 | 四年B班      | 周文森（周Sir） |

### 電視劇（香港電台）
| 首播   | 劇名             | 角色             |
| 2021年 | 格外樓神：安樂窩 | 成禮文（Steven） |

### 電視劇（ViuTV）
- 2022年：《冥冥之中》飾 家源
- 2022年：《心靈師》飾

### 電影
- 2009年: Laughing Gor之變節
- 2011年: 167殺手
- 2016年: 北京遇上西雅圖之不二情書
- 2019年: 封神降魔2桃山气海
- 2019年: 斩将夺神录
- 2019年: 洪熙官之天地英雄
- 2020年: 钟馗归来万世妖灵

### 微電影
- 2015年: Another Window 飾 Rex（HKTV X NINE WEST）

### 舞台劇
- 2011年：火星人[7]

### 節目主持
- 東張西望
- 放學ICU
- Shopping Hero

### 廣告
- 卡巴斯基 - 解毒篇
- Ocean Park
- 雀巢
- 屈臣氏
- 渣打馬拉松